# Ван Парис, Жорж
Жорж Эжен Эмиль ван Пари́с (фр. Georges Eugène Émile Van Parÿs; 7 июня 1902, Париж, Франция — 28 января 1971, там же) — французский композитор.

## Биография
Начинал музыкальную карьеру как пианист в кабаре. Дебют в кино состоялся в 1929 году. Написал музыку более чем к 200-м художественным и документальным фильмам. Сотрудничал с режиссёрами Рене Клером, Кристиан-Жаком, Жаном Ренуаром, Анри-Жорж Клузо и многими другими. Среди музыки, написанной к документальным фильмам: «Тулуз-Лотрек», «Москва и её Кремль» (оба — 1946), «Париж весной» (1948), «Дело Мане» (1951), «Тайна Пикассо» (1956). Писал оперетты и песни, отдавая предпочтение лёгкому жанру.
Похоронен на кладбище в Вилье-Сюр-Марн.

## Избранная фильмография
- 1930 — Золотой век / L'âge d'or
- 1931 — Миллион / Le million
- 1946 — Дом последнего шанса / Le château de la dernière chance
- 1947 — Молчание — золото / Le silence est d'or
- 1950 — Некий господин / Un certain monsieur
- 1951 — Алая роза / La rose rouge
- 1951 — Гару-Гару, проходящий сквозь стены / Le passe-muraille
- 1951 — Их было пятеро / Ils étaient cinq
- 1952 — Золотая каска / Casque d'or
- 1952 — Фанфан-Тюльпан / Fanfan la Tulipe
- 1952 — Прекрасные создания / Adorables créatures
- 1952 — Ночные красавицы / Les belles de nuit
- 1953 — Спальня старшеклассниц / Dortoir des grandes
- 1953 — Мадам де… / Madame de...
- 1954 — Интриганки / Les Intrigantes
- 1954 — Большая игра / Le grand jeu
- 1954 — Мадемуазель Нитуш / Mam'zelle Nitouche
- 1954 — Тайна Элен Маримон / Le secret d'Hélène Marimon
- 1954 — Мужчины думают только об этом / Les hommes ne pensent qu'à ça
- 1954 — Баран с пятью ногами / Le Mouton à cinq pattes (в советском прокате «Такие разные судьбы»)
- 1954 — Служебная лестница / Escalier de service
- 1954 — Семейная сцена / Scènes de ménage
- 1954 — Порочные / Les impures
- 1954 — Папа, мама, служанка и я / Papa, maman, la bonne et moi...
- 1954 — Французский канкан / French Cancan
- 1954 — Дьяволицы / Les diaboliques
- 1955 — Сын Каролины Шери / Le fils de Caroline chérie
- 1955 — Папа, мама, моя жена и я / Papa, maman, ma femme et moi...
- 1955 — Большие манёвры / Les grandes manoeuvres
- 1956 — Если парни всего мира... / Si tous les gars du monde...
- 1957 — До последнего / Jusqu'au dernier
- 1957 — Совершенно некстати / Comme un cheveu sur la soupe
- 1958 — Ля Тур, берегись! / La Tour, prends garde!
- 1958 — Отверженные / Les misérables
- 1960 — Миллионерша / The Millionairess
- 1961 — Капитан Фракасс / Le Capitaine Fracasse
- 1961 — Всё золото мира / Tout l'or du monde
- 1962 — Железная маска / Le masque de fer
- 1964 — Месье / Monsieur
- 1965 — Праздники любви / Les fêtes galantes